# فهد منقري
فهد منقري لاعب كرة قدم سعودي ، يلعب في الوسط .
لعب سابقاً لنادي الهلال في الفئات السنية و لعب بعدها لأندية الشعلة و الفيحاء و الكوكب و الوشم.